# Philipp von Zesen
Philipp von Zesen (Schierau, 1619. október 8. – Hamburg, 1689. november 13.) német költő, író, műfordító és irodalomkritikus. Wittenbergben tanult, majd Hollandiába költözött. 1648-ban tért vissza, majd rövid időre ismét visszatért a németalföldi országba. Egyes műveit Ritterhold von Blauen álnéven publikálta. A nyelvészetben használt „gyök” elmélet egyik korai európai képviselője volt.

## Műveiből
- Melpomene (1638)
- Deutscher Helicon (1640)
- Himmlische Kleio (1641)
- FrühlingsLust oder Lob-, Lust- und Liebeslieder (1642)
- Poetischer Rosen-Wälder Vorschmack (1642)
- Hooch-Deutsche Spraachübrung (1643)
- Liebesbeschreibung Lysanders und Kalisten (1644)
- Die Adriatische Rosemund (1645)
- Lustinne (1645)
- Die afrikanische Sofonisbe (1646)
- Kurze gründl. Anleitung zur Höflichkeit (1649)
- Leo Belgicus (1656)
- Beschreibung der Stadt Amsterdam (1664)
- Schöne Hamburgerin (1668)
- Assenat (1670)
- Reiselieder (1677)
- Simson (1679)